# Nipani
Nipani (en canarés: ನಿಪ್ಪಾಣಿ ) es una ciudad de la India en el distrito de Belgaum, estado de Karnataka. Según el censo de 2011, tiene una población de 62 865 habitantes.

## Geografía
Está ubicada a una altitud de 585 m s. n. m., a 575 km de la capital estatal, Bangalore, en la zona horaria UTC +5:30.